# Пирис, Рауль
Рау́ль Эдуа́рдо Пи́рис (исп. Raúl Eduardo Piris; 9 декабря 1980, Асунсьон) — парагвайский футболист, центральный защитник и капитан асунсьонского клуба «Насьональ». С самого начала профессиональной карьеры выступает исключительно за эту команду.

## Карьера
В «Насьональ» Пирис пришёл в 16-летнем возрасте. На тот момент клуб испытывал тяжёлый кризис, выступал во Втором дивизионе чемпионата Парагвая. В октябре 2003 года Пирис, уже будучи игроком основы «Насьоналя», завоевал свой первый титул чемпиона Второго дивизиона, и добился с командой путёвки в Первый дивизион.
Спустя 5 лет «Насьональ» впервые с 1995 года стал вице-чемпионом страны (Апертура-2008), а уже в 2009 году «Академия» прервала 63-летнюю паузу без чемпионских титулов, выиграв Клаусуру-2009. На стыке десятилетий «Насьональ» вместе с Пирисом выдвинулся в число лидеров парагвайского футбола. «Альбос» выиграли, причём с большим преимуществом, ещё два чемпионата (Апертуру 2011, Апертуру 2013) и заняли второе место в Клаусуре 2012.
18 ноября 2012 года Пирис сыграл 300-й матч за «Насьональ» — это произошло в поединке с «Олимпией».
В 2014 году «Насьональ» сумел пробиться в плей-офф Кубка Либертадорес, причём после группового этапа у команды были худшие показатели — 8 очков и отрицательная разница забитых и пропущенных мячей.
Мы знали, что очень важно хорошо выступать в домашних матчах, и это стало нашей целью. Мы пропустили много голов, поэтому мы сделали кое-какие изменения в обороне и результаты говорят сами за себя.
До самого финала плей-офф дома «Насьональ» не пропускал мячей в свои ворота, победив 1:0 «Велес Сарсфилд» и «Арсенал» (Саранди), а также 2:0 — «Дефенсор Спортинг». В полуфинале «Насьональ» сумел одолеть уругвайскую команду, которая также впервые в своей истории дошла до столь высокой стадии Кубка Либертадорес. Пирис сыграл в 10 из 12 матчей своей команды на пути к финалу турнира.
В первом финальном матче Кубка Либертадорес 2014 «Насьональ» сыграл вничью с аргентинским «Сан-Лоренсо» — этот знаменитый клуб также впервые играл в финале КЛ. Парагвайцы сумели сравнять счёт на 93-й минуте. Однако во втором матче «Насьональ» всё же уступил со счётом 0:1.
Если бы я всё-таки ушёл, у меня бы не было возможности сыграть в финале Кубка Либертадорес за клуб, который я люблю.
Рауль Пирис ни разу не играл за сборную Парагвая. Однако его приглашали более богатые клубы, как в Парагвае, так и за рубежом. Однако он продолжал выступать за «Насьональ», хотя в интервью сайту ФИФА, данном перед первым финальным матчем Кубка Либертадорес 2014, заметил, что не исключает того, что может закончить карьеру в другой команде, но для этого должно быть очень хорошее предложение.

## Титулы и достижения
- Чемпион Парагвая (3): 2009 (Клаусура), 2011 (Апертура), 2013 (А)
- Вице-чемпион Парагвая (2): 2008 (А), 2012 (К)
- Чемпион Второго дивизиона Парагвая (1): 2003
- Финалист Кубка Либертадорес (1): 2014
- Рекордсмен «Насьоналя» по числу матчей и участию в розыгрышах Кубке Либертадорес — 27 игр в 7 розыгрышах [4]